# 人情一本こころの旅
『人情一本こころの旅』（にんじょういっぽんこころのたび）は、一部フジテレビ系列局で放送されていたフジテレビ製作の旅番組である。製作局のフジテレビでは1988年10月21日から1989年3月24日まで、毎週金曜 19:00 - 19:30 （日本標準時）に放送。

## 概要
「ふれあい」をテーマにした番組で、毎回ゲストリポーターが様々な土地を旅し、現地に住む人々とのふれあいを体験する模様を放送していた。

## 旅に出たゲスト
- 畑正憲
- 伊藤かずえ
- 塩沢とき
- 北村和夫
- 友里千賀子
- 柳沢慎吾
- 林家こぶ平（現・九代目林家正蔵）
- 市毛良枝
- 中条静夫
- ほか

## 参考資料
- 毎日新聞縮刷版[どれ?]